# YWriter

yWriter — бесплатная программа-ассистент литератора с интуитивным графическим интерфейсом.
Автор программы — Саймон Хэйнес (Simon Haynes), программист и писатель, при её создании использовал свой опыт в написании художественной литературы.
Программа рассматривает находящуюся в процессе написания книгу, как вещь, состоящую из отдельных сцен. Также поддерживается база персонажей, мест действия, предметов. Для каждой сцены можно задать (в пункте «Детали») цель данной сцены, её рейтинг по параметрам «Соответствие», «Драматизм», «Юмор», «Качество» и статус её готовности. В меню есть поддержка русского языка.
Работает под управлением Windows, на Linux и Mac OS X запускается посредством Wine.

## Основные возможности
- Быстрая ориентация в тексте.
- Простота изменения порядка сцен и глав.
- Автосохранение всех вариантов текста в подпапках, возможность возврата к старому варианту.
- Контроль ежедневной производительности и процент выполнения запланированного.
- База данных персонажей, мест действия и предметов (с поддержкой изображений).
- Индикация частоты использованных слов, поиск слов-паразитов.
- Возможность контролировать напряженность и готовность сцен.[3]